# 백자 청화소상팔경문 팔각연적
백자 청화소상팔경문 팔각연적(白磁 靑畵瀟湘八景文 八角硯適)은 서울특별시 용산구, 국립중앙박물관에 있는 조선시대의 백자이다. 2001년 10월 25일 대한민국의 보물 제1329호로 지정되었다.

## 개요
측면(側面)이 팔면(八面)을 이루고 있는 대형 연적으로 각 면에 그려진 능숙한 필치의 산수화, 그리고 윗면에 입체적으로 표현된 운룡문 등은 일신된 백자의 모습을 구체적으로 보여준다. 특히 윗면의 문양은 효과를 극대화하기 위하여 음각·양각·청화 기법이 적절하게 이용되었는데, 구름 사이에 언뜻 언뜻 나타나는 용의 모습과 구름 문양을 양각기법으로 표현하여 생동감을 불어넣었으며, 중첩된 개개의 구름은 음각기법으로 세부를 묘사한 후 이 위에 청화채를 함으로써 신비감을 더하고 있다.
이 연적에 묘사된 소상팔경은 다소 도식화 경향이 있어 8경의 구체적인 주제가 부각되지는 않고 있으나, 예외적으로 출수구(出水口)가 부착된 면에는 청화 안료로 '동정추월(洞庭秋月)'의 해당 주제를 밝히면서 동정추월의 좌우로 '송하문동자 장한강동거(松下問童子 張翰江東去)'라는 시구(詩句)까지 적어 놓았다. 이 내용은 중국 당나라 시인 가도(賈道 ; 779〜843)가 지은 '심은자불우(尋隱者不遇)' 의 구절 일부를 바꿔서 인용한 것이다. 즉, 말하자면 동정추월의 장면을 그림이 아닌 시(詩)로써 대신하여 묘사하고 있다.
팔각형의 장중한 형태, 회화적인 기량이 돋보이는 문양, 윗면의 장식성 등은 19세기에 제작된 수많은 연적 가운데 중심이 되며, 규모도 백자로 제작된 현존하는 연적 가운데 그 예가 흔치않은 매우 큰 작품으로 가치가 있다.

## 같이 보기
- 백자

## 참고 자료
- 백자 청화소상팔경문 팔각연적 - 국가유산청 국가유산포털